# 日本四大一覧
日本四大一覧は、日本を代表する四つのものの一覧。必ずしもランキングの上位4種というわけではなく、単に著名というだけのものも含む。

## 総記
- 国学の四大人
  - 荷田春満、賀茂真淵、本居宣長、平田篤胤[1]

## 宗教
- 四大師
  - 伝教大師、弘法大師、慈覚大師、智証大師 - 平安朝[2]
  - 伝教大師（最澄）、弘法大師（空海）、智証大師（円珍）、慈慧大師（良源）- 天台宗[2]
- 四所宗廟（本朝四所）
  - 伊勢神宮、石清水八幡宮、香椎宮、気比神宮[3]
- 四大寺
  - 大官大寺（大安寺）、飛鳥寺（元興寺）、川原寺（弘福寺）、薬師寺 - 奈良時代以前[4]
  - 大安寺（大官大寺）、元興寺（飛鳥寺）、薬師寺、興福寺 - 奈良時代[2]
  - 東大寺、興福寺、延暦寺、園城寺（三井寺）- 平安時代[2]
- 四大明神
  - 東の常陸国・鹿島大明神、西の安芸国・厳島大明神、南の紀伊国・熊野大権現、北の越前国・黒龍大明神[5]

## 歴史
- 四大姓（源平藤橘）
  - 源、平、藤原、橘[6]
- 国宝四城
  - 姫路城、彦根城、松本城、犬山城[7]
- 幕末の四大人斬り
  - 田中新兵衛、河上彦斎、岡田以蔵、桐野利秋

## 地理
- 四大都市
  - 東京都区部、大阪市、名古屋市、福岡市[8]）
- 四大都市圏
  - 首都圏、近畿圏、中京圏、福岡・北九州圏[9]
- 四大工業地帯
  - 京浜工業地帯、中京工業地帯、阪神工業地帯、北九州工業地帯[10]

## 社会
- 四大法律事務所（Big Four law firms）
  - アンダーソン・毛利・友常法律事務所、長島・大野・常松法律事務所、西村あさひ法律事務所、森・濱田松本法律事務所[11]
- 四大公害病
  - 水俣病、新潟水俣病、イタイイタイ病、四日市ぜんそく[12]

### 経済
- 四大景気
  - 神武景気、岩戸景気、いざなぎ景気、バブル景気（平成景気）[13]
- 四大財閥
  - 三井財閥、三菱財閥、住友財閥、安田財閥[14]
- 四大銀行
  - 三菱UFJ銀行、みずほ銀行、三井住友銀行、りそな銀行[15]
- 旧四大メガバンク
  - 三菱東京フィナンシャル・グループ、みずほフィナンシャルグループ、三井住友フィナンシャルグループ、UFJホールディングス※三菱とUFJが合併したため、現在は使われない
- 四大生保
  - 日本生命、第一生命、千代田生命、帝国生命※本来は明治生命を加えた五大生保が一般的である。[16]
  - 日本生命、第一生命、明治安田生命、住友生命[17]
- 四大損保
  - 東京海上日動、損保ジャパン日本興亜、三井住友海上、あいおいニッセイ同和[18]
- 旧四大監査法人
  - 監査法人トーマツ、中央青山監査法人（後のみすず監査法人）、新日本監査法人、あずさ監査法人[19]
- 四大監査法人
  - 有限責任監査法人トーマツ、PwCあらた有限責任監査法人、EY新日本有限責任監査法人、有限責任あずさ監査法人[20]
- 四大税理士法人
  - 税理士法人トーマツ、税理士法人プライスウォーターハウスクーパース、新日本アーンストアンドヤング税理士法人、KPMG税理士法人
- 旧四大証券
  - 野村證券、大和證券、日興證券、山一證券[21]

### 教育
- 四大予備校
  - 駿台予備学校、河合塾、代々木ゼミナール、東進ハイスクール[22]

## 産業

### 農業
- 四木（工芸作物）- 三草も参照
  - 桑、楮、漆、茶[23]

### インフラ
- 四大都市ガス
  - 東京ガス、大阪ガス、東邦ガス、西部ガス[24]

### 製造
- 四大ビールメーカー
  - サントリー、サッポロ、キリン、アサヒ[25]
- 日本四大杜氏
  - 南部杜氏（岩手県）、越後杜氏（新潟県）、但馬杜氏（兵庫県）、能登杜氏（石川県）[26]
- 四大鉄鋼メーカー（高炉4社）
  - 新日本製鐵、JFEホールディングス、神戸製鋼所、住友金属工業[27]
- 四大バイクメーカー
  - ホンダ、スズキ、ヤマハ、カワサキ[28]

### 小売り・飲食
- 四大売薬

江戸時代に繁栄した配置薬販売業の四大。業態ではなく地域のほうを指して日本四大売薬地域ともいう。
- 1. 越州富山（越中国富山、現・富山県富山市界隈）：富山売薬、2. 和州大和（大和国大和〈奈良盆地〉南部、現在の奈良県高市郡、南葛城郡、吉野郡北部）：大和売薬、3. 江州日野（近江国蒲生郡日野、現・滋賀県日野町内）：日野売薬（近江売薬）、4. 対州田代（肥前国基肄養父きやぶ地方、幕藩体制下の対馬藩知行〈飛地〉基肄郡田代領、現在の佐賀県基山町全域および鳥栖市北東部）：田代売薬。

他を圧倒する規模の1とその他という構成。各地域の売薬は、それぞれに、富山商人、大和商人、近江商人（近江日野商人、日野商人）、田代商人が担っていた。
- 百貨店四強（四大グループ）- 2008年
  - ミレニアムリテイリング(2003)、J・フロントリテイリング(2007)、高島屋、三越伊勢丹ホールディングス(2008)[33]
- 四大牛丼チェーン [34]
  - 吉野家、松屋フーズ、すき家、なか卯

### 報道・通信
- 四大マスメディア（四マス）
  - 新聞、雑誌、テレビ、ラジオ[35]
- 四大全国紙
  - 読売新聞、朝日新聞、毎日新聞、日本経済新聞
（なお、発行部数順では毎日新聞・日本経済新聞よりも中日新聞である）
- 四大テレビネットワーク
  - 日テレ系、フジ系、TBS系、テレ朝系列
- 四大深夜放送[36]
  - オールナイトニッポン、パックインミュージック、セイ!ヤング、JET STREAM

### 交通
- 四大空港[37]
  - 成田国際空港、東京国際空港、関西国際空港、中部国際空港

## 文化・芸術
- 和歌四天王
  - 頓阿、兼好、浄弁、慶運[38]
- 四座（大和猿楽）
  - 観世座（結崎座）、宝生座（外山座）、金春座（円満井座）、金剛座（坂戸座）[39]
- 江戸四座（歌舞伎）
  - 中村座、市村座、森田座、山村座[40]
- 四大特撮
  - ウルトラシリーズ、仮面ライダーシリーズ、スーパー戦隊シリーズ、メタルヒーローシリーズ[41]
  - ウルトラシリーズ、仮面ライダーシリーズ、スーパー戦隊シリーズ、ゴジラ[42]